# Iglesia de Santa María de les Peces

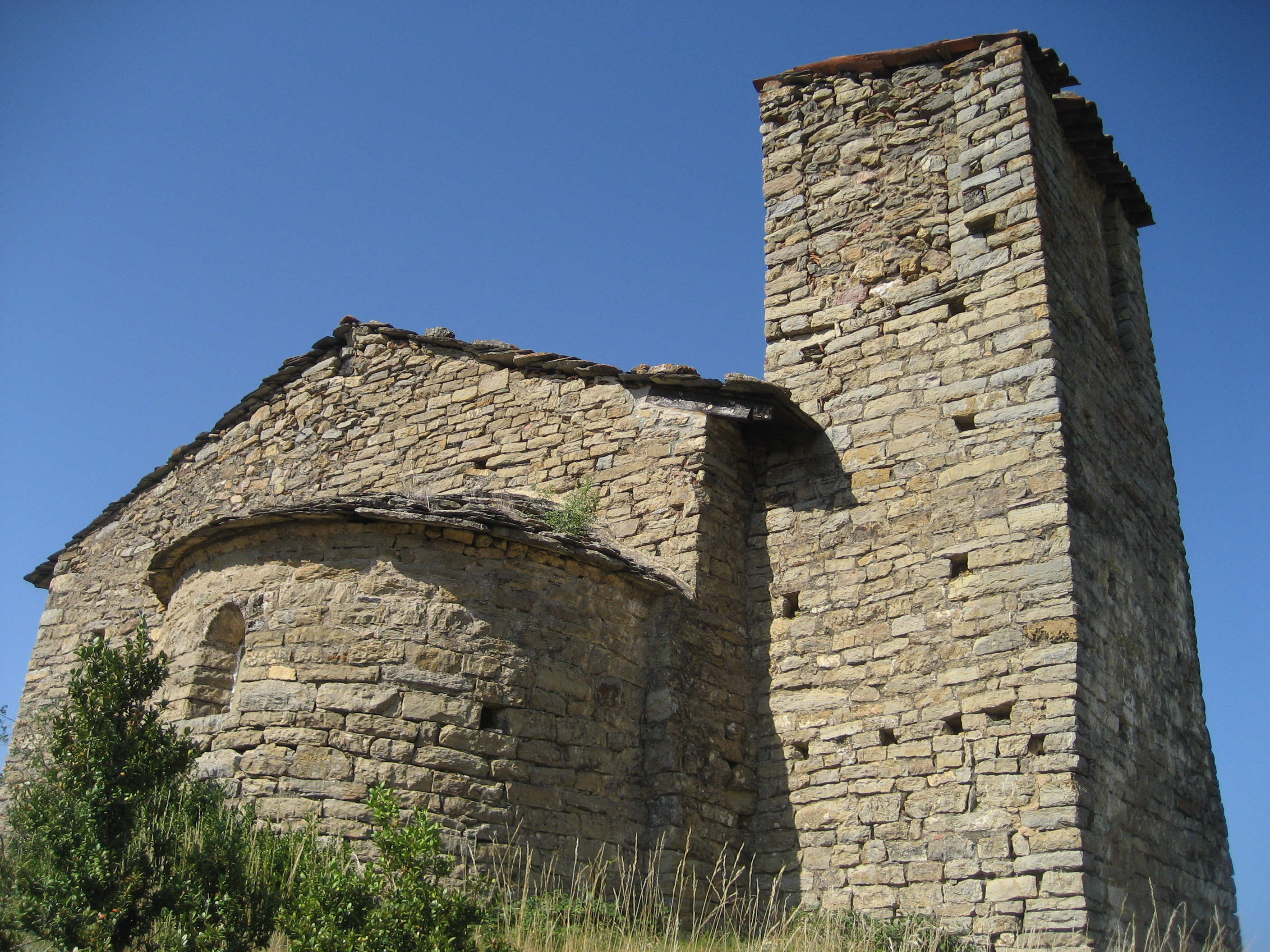
Santa Maria de les Peces.

La iglesia de Santa María de les Peces es de estilo románico y se encuentra situada sobre una colina próxima a la población de Alás Serch, en la comarca catalana del Alto Urgel en España.
El edificio está datado del siglo XI y posee documentación del 1077. Consta de una sola nave y con ábside circular. Conserva un campanario de torre con planta cuadrada de la época románica y con una cubierta en una sola vertiente.
En su interior se encuentra una imagen de madera policromada de estilo gótico de Santa María de les Peces, imagen muy venerada en la comarca.